# مالکوم مک‌داول
مالکوم مک داول (به انگلیسی: Malcolm McDowell) (با نام تولد مالکوم جان تیلور، متولد ۱۳ ژوئن ۱۹۴۳) بازیگر اهل بریتانیا است که بیشتر به خاطر ایفای نقش‌های جنجالی و گاه بدذاتی که بازی کرده شهرت دارد و اکنون بیش از ۴ دهه است که فعالیت می‌کند.
او بخاطر بازی در فیلم‌هایی جنجالی مانند اگر…، ای مرد خوش شانس، کالیگولا و البته پرتقال کوکی شناخته می‌شود که برای آن نامزد دریافت جایزه گلدن گلوب بهترین بازیگر برای نقش الکس دلارج شد.
از آن به بعد، تطبیق‌پذیری او با نقش‌ها باعث حضور او در فیلم‌ها و سریال‌های تلویزیونی متنوعی شد که از آن جمله‌اند: کارفرما، دختر تانک سوار، فرانکلین و بش، نسل‌های استار ترِک، و سریال‌هایی همچون دوستان ما در شمال، انتورج، قهرمانان، متالوکالیپس، و پویانمایی‌های بُلت، و بازسازی سال ۲۰۰۷ هالووین. او همچنین در موزیک ویدئو گروه متال اسلیپ‌نات به نام "انفیه" هم حضور داشت و مستندی به نام "The Compleat Beatles" محصول ۱۹۸۲ را هم روایت کرده‌است که دربارهٔ گروه بیتلز بود.

## اوایل زندگی
مک داول در هورسفورث در غرب یورک شایر زاده شد. او پسر اِدنا (نی مک داول) هتل دار و چارلز تیلور، صاحب پیاله فروشی، است. بعداً او با خانواده اش به بریدلینگتون عزیمت کردند چون پدرش عضو نیروی هوایی سلطنتی بریتانیا بود. مالکوم به عنوان بازیگر در آکادمی موسیقی و هنرهای نمایشی لندن (LAMDA) آموزش دید.
مالکوم در بین سه فرزند خانواده از هر دو خواهرش یعنی گلوریا و جودی بزرگتر است.

## زندگی حرفه‌ای
مک داول کار خود را با پیشخدمتی در پیاله فروشی والدینش شروع کرد و بعد هم به قهوه فروشی پرداخت (که این شغل زمینه‌ای بود برای نقشش در فیلم ای مرد خوش شانس!). بعد از ثبت نام در مدرسه کانوک هاوس، در کلاس‌های بازیگری آنجا حضور یافت و سرانجام شغلش را در دانشگاه بازیگری سلطنتی شکسپیر تأمین کرد. مک داول اولین فیلم حرفه آیش را در نقش یک مدرسه‌ای خرابکار به نام میک تراویس در فیلم "اگر…"(۱۹۶۸) بازی کرد که کارگردانش لیندسی اندرسون بریتانیایی بود. به دنبال آن هم در فیلم‌های چهره‌هایی در یک چشم‌انداز محصول ۱۹۷۰ و (The Raging Moon (۱۹۷۱ بازی کرد. بازی او در فیلم اگر… به اندازه‌ای توجه استنلی کوبریک را جلب کرد که کوبریک او را برای نقش اصلی فیلم بعدی خود یعنی پرتقال کوکی که از رمان آنتونی برجس بود انتخاب کرد و مک داول برای نقش الکس که یک جوان الواط بود و به اصطلاح بخاطر اصلاحش بر روی او شستشوی مغزی انجام شد تحسین‌های زیادی را برانگیخت. (از جمله نامزدی‌های بهترین بازیگر در گلدن گلوب، انجمن ملی منتقدان فیلم و انجمن منتقدان فیلم نیویورک).
مک داول دوباره در سال ۱۹۷۳ در فیلمی به کارگردانی اندرسون کار کرد که "ای مرد خوش شانس!" نام داشت و بر اساس طرحی از خود مک داول بود و بعد از آن هم در فیلم "بیمارستان بریتانیا"(۱۹۸۲) به کارگردانی اندرسون بازی کرد. مک داول در تولیدات تلویزیونی بریتانیایی که برگرفته‌هایی از آثار کلاسیک تئاتر بودند ظاهر می‌شد؛ برای مثال بازی با لارنس الیویه در نمایشنامه "کلکسیون" (۱۹۷۶) از سری مجموعه‌های "لارنس الیویه تقدیم می‌کند". او در فیلم (Aces High (۱۹۷۵ و "سفر جهنمی" (۱۹۷۶) و She Fell Among (Thieves (۱۹۷۷ بازی کرد. اولین فیلم هالیوودی اش هم در نقش اچ. جی. ولز در فیلم "هر دفعه" (به انگلیسی: Time After Time) در سال ۱۹۷۹ بود. او بیشتر در نقش منفی اواخر دهه ۷۰ و در دهه ۸۰ بازی می‌کرد؛ از جمله نقش اصلی در فیلم کالیگولا(۱۹۷۹). بعداً او در مورد نقش منفی بازی کردن خود گفت: "من را با آن نقشها بیشتر می‌شناسند، اما اگر بخواهم همه را جمع کنم در واقع آن نقشها فقط نیمی از تمام کارهایم هستند".
راجر لوییس در زندگی‌نامه خودش، «آنتونی برجس یک زندگی» دربارهٔ مک داول می‌گوید: «آن نگاه‌های پسر خوب گونهٔ او محو شد و محکوم به بازی نقش‌های منفی در فیلم‌های پخش ویدئویی شد که در شبکه ۵ پخش می‌شدند».
مالکوم مک داول در فیلم اکشن رعد آبی (۱۹۸۳) در نقش F.E. Cochrane و دوباره‌سازی فیلم "انسانهای گربه‌ای" محصول ۱۹۸۲ بازی کرد. در سال ۱۹۸۳ مک داول فیلم "دیوانه شو" را در نقش رجی ونکر و در نقیضه میک جگر بازی کرد. همچنین در سال ۱۹۸۳، مک داول در بازسازی شنل قرمزی از سری Faerie Tale Theatre در نقش گرگ صداپیشگی بازی کرد. (همسر آن روزهایش یعنی مری استینبورگن نقش شنل قرمزی را برعهده داشت). در سال ۱۹۸۴ او مستند The Compleat Beatles را روایت کرد. او بخاطر فیلم‌های استار ترک هم معروف است با این توضیح: "مردی که کاپیتان کرک را کشت" که در فیلم سال ۱۹۹۴ نسل‌های استار ترک بود که او در این فیلم نقش دانشمند روانی تولیان سوران را بازی کرد. او در بازی‌های کامپیوتری هم ایفای نقش کرده‌است که معروف ترینشان نقش فرمانده تولوین در سری بازی‌های "Wing Commander" است.

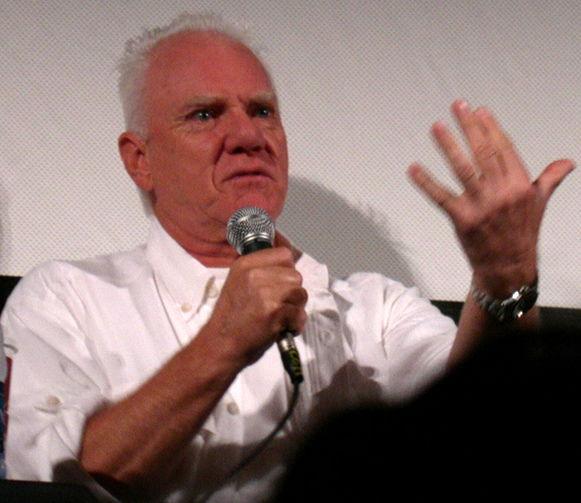
مک داول در مراسم «نبوغ استنلی کوبریک» در فستیوال فیلم تراورس سیتی

در سال ۱۹۹۵، او با لوری پتی در فیلم کمدی اکشن علمی-تخیلی در فیلم دختر تانک سوار همبازی شد. نقش مک داول در آن فیلم نقش منفی داستان یعنی دکتر کسل بود که شخصی بدذات است که گرداننده سازمان جهانی آب و برق است و می‌خواهد کنترل آّب کل دنیا را در سیاره زمین که در زمان آینده و بیابان مانند است و پس آخرالزمانی است در دستان خودش بگیرد.
مک داول در قسمتی از سری پویانمایی ساوت پارک صداپیشگی کرد که یک بازگویی از رمان آرزوهای بزرگ اثر چارلز دیکنز بود. در آن قسمت مک داول خود را شخصی بریتانیایی معرفی کرد؛ این قسمت در نقیضه برنامه تلویزیونی «تئاتر شاهکار» و مجری سابقش «آلیستر کوک» بود.
مک داول در فیلم رابرت آلتمن یعنی "بازیگر" نقش خودش را بازی می‌کند که در آن، نقش مثبت داستان یعنی تیم رابینز را بخاطر بدگویی پشت سر او سرزنش می‌کند. او بار دیگر در سال ۲۰۰۳ در فیلمی از آلتمن به نام "The Company" بازی کرد که نقشش کارگردان خیالی "Joffrey Ballet of Chicago" بود. نقش او بر اساس کارگردان واقعی، جرالد آرپینو بود. در سال ۲۰۰۳ مک داول در فیلم "زمانی می‌خوابم که مرده باشم" نقش مردی مزدوج را بازی می‌کند که به جوانی موتدفروش تعرض می‌کند تا به او "درسی بدهد". در این فیلم کلایو اوون هم در نقش برادر بزرگتر جوان قربانی بازی می‌کرد.
در سریال Law & Order: Criminal Intent مک داول نقش فرد بانفوذ رادیو، اسلاوتر را بازی کرد. سال بعدش هم مک داول در نقش منفی دکتر لیندرمن در فصل اول سریال قهرمانان بازی کرد که از شبکه ان‌بی‌سی پخش می‌شد. نقش که او دوباره در فصل سوم بازی کرد. او در برنامه جری یک مرد بود از شبکه بی‌اسکای‌بی در قسمت استادان گونه علمی-تخیلی ظاهر شد. او در سریال انتورایج نقش ترنس مک کویک و در سریال مانک نقش جولیان هاج را ایفا کرد.
مک داول در بازسازی فیلم هالووین و هالووین ۲ از راب زامبی (بترتیب در سال‌های ۲۰۰۷ و ۲۰۰۹) در نقش دکتر سم لومیس ظاهر شد. اگرچه فیلم‌ها از نظر منتقدین امتیاز خوبی نگرفتند اما با اقبال زیاد مردم روبرو شده و در گیشه بسیار موفق بودند و انتخاب مک داول برای آن نقش بسیار تحسین شد. او همچنین نقش دزموند لاروچت را در فیلم "فهرست" به کارگردانی رابرت ویتلو و نقش پدرسالار ایرلندی، اِندا دویل را در فیلم "رزها و بنزین" (۲۰۰۸) بازی کرد. فیلم بعدی او کمدی خون‌آشامی راک ان رول کانادایی یعنی "Suck" به همراه بازیگر/کارگردان راب استفانیوک و بعد از آن هم "دو گرگ" الکس رایت بود.
در سال ۲۰۰۹ او در موزیک ویدئو گروه اسلیپ نات یعنی "انفیه" ظاهر شد. در سال ۲۰۱۰ هم در نقش کومباردی، کتابدار در فیلم کتاب عیلی بازی کرد. او نقش شیطان را در فیلم کمدی مهیج "شکایت از شیطان"(۲۰۱۱) ایفا کرد. در همان سال او برای نقش استانتون اینفلد برای سریال "فرنکلین&بش" شیکه تی ان تی انتخاب شد. در سال ۲۰۱۲ مک داول در "Vamps" و سایلنت هیل: مکاشفات و البته در فیلم اسکار برده آرتیست هم حضور داشت. در سال ۲۰۱۳ او در نقش اصلی فیلم هیجانی-روانشناسی "کارفرماً حضور یافت که توجه زیادی را به خود جلب کرد و بخاطرش جایزه بهترین بازیگر مراسم جوایز فیلم لوس آنجلس را دریافت کرد. مک داول همچنین سراغ گونه استیم‌پانک هم رفت و در فیلم کوتاه "کابوی‌ها و موتورهاً به همراه ریچار هچ و والتر کونینگ بازی کرد.
«هرگز عذرخواهی نکن» نام فیلمی مستند در سال ۲۰۰۷ است که مک داول در آن از همکاری‌هایش با کارگردان، لیندسی اندرسون می‌گوید.

## صدا پیشگی
مک داول در مستند 1982 The Compleat Beatles راوی‌گری کرد. صدای او در این‌ها استفاده شده‌است: لُرد مالیس در "Happily Ever After"، متالو نقش منفی سری پویانمایی‌های سوپرمن، مّدمُد در "Teen Titans"، مرلین در "DC Showcase: Green Arrow"، آرکیدی دووال (فرزند راز الگول) در سری پویانمایی‌های بتمن و صدای یک فرمانده Death Star در قسمتی از "مرغ ربات" که در نقیضه جنگ ستارگان بود.

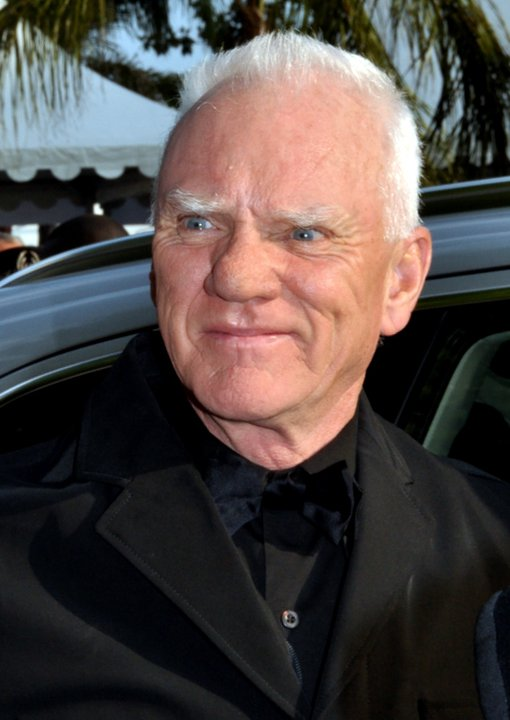
مک داول در در جشنواره فیلم کن ۲۰۱۱

او همچنین، به‌طور معمول در کارتون متالوکالیپس از شبکه ادالت سوییم حضور دارد. او همچنین در پویانمایی تیزپا محصول والت دیزنی صدای دکتر کالیکو را اجرا کرد. مک دوال صدای Reeses II را در سری پویانمایی‌های "Captain Simian and the Space Monkeys" اجرا کرد که برنامه‌ای بود با ارجاع‌های فراوان به فیلم‌ها از جمله نقش مشهورکننده خودش در "پرتقال کوکی".
در سال ۲۰۰۶–۲۰۰۷ او در دو آلبوم پینک فلوید دکلمه خواند که آلبوم‌های قدردانی بودند. در سال ۲۰۰۸ مک داول دوباره در نقش Grandpa Fletcher در فینیس و فرب بازی کرد. او همچنین روایت مستند جایزه برده "Blue Gold: World Water Wars" را برعهده داشت.
مک داول نقش متالو خود در سری بازی Superman: Shadow of Apokolips و یک قسمت از Justice League Unlimited را دوباره ایفا کرد. او همچنین از صدایش برای نقش رئیس جان هنری ادن در فال‌اوت ۳، روپرت پلهم در بازی مرطوب، سلیمان در Word of Promise Audio Bible، رئیس استال آرمز در قتلگاه ۳ و جورحان استال در خدای جنگ ۳ استفاده کرد.
مک داول صدای قیافا را در برنامه The Truth & Life Dramatised audio New Testament Bible اجرا می‌کند که برنامه ایست ۲۲ ساعته و با صدای افراد مشهور و از ترجمه RSV-CE استفاده می‌کند.
مک داول مجری Fangoria's Dreadtime Stories است که یک سری درام رادیویی همراه با مضامین رازآلود، ترسناک، علمی-تخیلی و طنز سیاه است. هر ماه قسمتی جدید به همراه متنش برای دانلود قرار داده می‌شود به محض اینکه توسط مک داول و بازیگران مکمل استفاده شد.

## زندگی شخصی
همسر اول مک داول (۱۹۷۵–۸۰)، مارگوت بنت بود که یک بازیگر سیاهی لشکر بود. همسر دومش(۱۹۸۰ تا ۹۰) بازیگر مری استینبورگن بود که هنگام فیلمبرداری «هر دفعه» او را دید و عاشقش شد و از او دو فرزند دارد: لیلی آماندا (زاده ۲۱ ژانویه ۱۹۸۱) و چارلز مالکوم (زاده ۱۰ ژوئیه ۱۹۸۳). آن‌ها در سال ۱۹۹۰ از هم جدا شدند. همسر سوم وی (۱۹۹۱ تاکنون) کلی کور است که ۲۴ سال از او کوچکتر است و مک داول از او سه فرزند دارد: بکت تیلور(۲۹ ژانویه ۲۰۰۴)، فینیان اندرسون(۲۳ دسامبر ۲۰۰۶) و سیمِس هادسن(۷ ژانویه ۲۰۰۹). مک داول دایی الکساندر صدیق است که در فیلم‌ها و سریال‌هایی همچون قلمرو بهشت، سیریانا، ۲۴ و فصل چهارم سریال دوران کهن محصول شبکه آی‌تی‌وی بازی کرده‌است. مک داول و خواهرزاده اش با هم در فیلم رستاخیز به کارگردانی نیل مارشال بازی کرده‌اند. خانواده مک داول هم‌اکنون در شهر اوهای ایالت کالیفرنیا زندگی می‌کنند.
در ژانویه ۲۰۱۲ با زاده شدن فرزند لیلی مک داول والتون یعنی «کلمنتین مِی»، مک داول پدربزرگ شد.
در روز سه شنبه ۲۵ سپتامبر ۲۰۱۲، او به سرعت به بیمارستان منتقل شد و عمل جراحی اضطراری سه ساعت و نیمه‌ای روی چشم او انجام شد که مشخص شد بخاطر جدا شدن شبکیه چشم بود و مک داول علت آن را مشکلات قبلی ناشی از آسیب در فیلم «پرتقال کوکی» عنوان کرد.

## فیلم‌ها، صداپیشگی‌ها و کارهای تلویزیونی
- اگر... (۱۹۶۸)
- چهره‌هایی در یک چشم‌انداز (۱۹۷۰)
- پرتقال کوکی (۱۹۷۱)
- ای مرد خوش‌شانس! (۱۹۷۳)
- سفر نفرین‌شده (۱۹۷۶)
- کالیگولا (۱۹۷۹)
- گذرگاه (۱۹۷۹)
- رعد آبی (۱۹۸۳)
- کراس کریک (۱۹۸۳)
- گولاگ (فیلم تلویزیونی) (۱۹۸۵)
- غروب آفتاب (۱۹۸۸)
- کلاس ۱۹۹۹ (۱۹۹۰)
- قاتل تزار (۱۹۹۱)
- بازیگر (۱۹۹۲)
- بوفا! (۱۹۹۳)
- پول شیر (۱۹۹۴)
- سایبورگ ۳: بازیافت (۱۹۹۴)
- پیشتازان فضا: نسل‌ها (۱۹۹۴)
- فریژر (۱۹۹۴)
- قطار شبانه به ونیز (۱۹۹۵)
- مشت ستاره شمالی (۱۹۹۵)
- بتمن: مجموعه پویانمایی (۱۹۹۵)
- استخر هوگو (۱۹۹۷)
- آقای ماگو (۱۹۹۷)
- اتوبوس مدرسه جادویی (۱۹۹۷)
- عشق دروغ خونین (۱۹۹۹)
- ساوت پارک (قسمت «هسته») (مجموعه تلویزیونی) (۲۰۰۰)
- استنلی کوبریک: یک زندگی در تصاویر (۲۰۰۱)
- معجون زمان ۳ (۲۰۰۱)
- شاهزاده دزدان (۲۰۰۱)
- من جاسوس (۲۰۰۲)
- در میان غریبه‌ها (۲۰۰۲)
- ضرب (۲۰۰۳)
- کمپانی (۲۰۰۳)
- یک جمع خوب (۲۰۰۴)
- هیدالگو (۲۰۰۴)
- دارودسته (مجموعه تلویزیونی) (۲۰۱۱–۲۰۰۵)
- مانک (۲۰۰۶)
- قهرمان‌ها (مجموعه تلویزیونی) (۲۰۰۷–۲۰۰۶)
- هالووین (۲۰۰۷)
- جنگ و صلح (۲۰۰۷)
- مرغ ربات (۲۰۰۷)
- دلگو (صدا) (۲۰۰۸)
- فال‌اوت ۳ (بازی ویدئویی) (صدا) (۲۰۰۸)
- تیزپا (صدا) (۲۰۰۸)
- روز رستاخیز (۲۰۰۸)
- فینیس و فرب (۲۰۱۴–۲۰۰۸)
- هالووین ۲ (۲۰۰۹)
- انفیه (موزیک ویدئو) توسط اسلیپ‌نات (۲۰۰۹)
- مرطوب (بازی ویدئویی) (۲۰۰۹)
- کتاب عیلی (۲۰۱۰)
- بری ماندی (۲۰۱۰)
- ایزی ای (۲۰۱۰)
- خدای جنگ ۳ (بازی ویدئویی) (۲۰۱۰)
- گرین ارو (صدا) (۲۰۱۰)
- روان‌کاو (سریال) (۲۰۱۳–۲۰۱۰)
- تام و جری در دیدار با شرلوک هولمز (صدا) (۲۰۱۰)
- سی‌اس‌آی: میامی (مجموعه تلویزیونی) (۲۰۱۲–۲۰۱۰)
- قتلگاه ۳ (بازی ویدئویی) (۲۰۱۱)
- آرتیست (۲۰۱۱)
- غیب‌گو (مجموعه تلویزیونی) (۲۰۱۱)
- سایلنت هیل: مکاشفات (۲۰۱۲)
- خون‌آشام‌ها (۲۰۱۲)
- پاندای کونگ‌فوکار: افسانه‌های شگفت‌انگیز (۲۰۱۲)
- ضدویروس (۲۰۱۲)
- تنها در خانه: سرقت در تعطیلات (۲۰۱۲)
- شب خاموش (۲۰۱۲)
- اخراج (۲۰۱۲)
- کارفرما (۲۰۱۳)
- اجتماع (مجموعه تلویزیونی) (۲۰۱۳)
- الدر اسکورولز آنلاین (بازی ویدئویی) (صدا) (۲۰۱۴)
- تفلیس، دوستت دارم (۲۰۱۴)
- موتسارت در جنگل (۲۰۱۸–۲۰۱۴)
- نوعی زیبایی (۲۰۱۵)
- ۳۱ (۲۰۱۶)
- ندای وظیفه: بلک اپس ۳ (۲۰۱۶)
- مسابقه مرگ ۲۰۵۰ (۲۰۱۷)
- سه خرس ساده‌لوح (۲۰۱۸–۲۰۱۷)
- به وین خوش آمدید (۲۰۱۷)
- شورشیان جنگ ستارگان (۲۰۱۸)
- الدر اسکورولز آنلاین (۲۰۱۸)
- بامب‌شل (۲۰۱۹)
- ماجراهای کریسمس ۲ (۲۰۲۰)
- تلما (۲۰۲۴)